# 広島県道409号津口国兼線
広島県道409号津口国兼線（ひろしまけんどう409ごう つくちくにかねせん）は、広島県世羅郡から三原市に至る一般県道である。

## 概要
世羅郡世羅町大字津口から三原市大和町上徳良に至る。本路線の名称に使われている国兼は三原市大和町上徳良の小字。

### 路線データ
- 起点：世羅郡世羅町大字津口（広島県道52号世羅甲田線交点）
- 終点：三原市大和町上徳良（広島県道154号大和久井線交点）
- 総延長：約7.1 km

## 地理

### 通過する自治体
- 世羅郡世羅町
- 三原市

### 交差する道路
| 交差する道路            | 市町村名 | 市町村名 | 交差する場所 | 交差する場所 |
| ----------------------- | -------- | -------- | ------------ | ------------ |
| 広島県道52号世羅甲田線  | 世羅郡   | 世羅町   | 大字津口     | 起点         |
| 国道432号               | 世羅郡   | 世羅町   | 大字賀茂     |              |
| 広島県道154号大和久井線 | 三原市   | 三原市   | 大和町上徳良 | 終点         |

### 沿線
- 芦田川